# To Gerard
To: Gerard ist ein computeranimierter Kurzfilm von DreamWorks Animation. Regie führte Taylor Meacham.

## Handlung
Der rüstige Gerard arbeitet in einer Poststelle. Mit geschickten Handgriffen, die ihm in den Jahren in diesem Beruf in Fleisch und Blut übergegangen sind, sortiert er Briefumschläge und Pakete. Als gegen Ende seiner Schicht ein kleines Mädchen namens Jules auftaucht, führt Gerard diesem einen Zaubertrick mit einer Münze vor, die er einst vom „Großen Vivonti“ geschenkt bekam. Was er nicht ahnt ist, dass er damit unwissentlich eine Kettenreaktion auslöst, die ihre beiden Leben für immer verändern soll.

## Produktion
Die Filmmusik komponierte Layla Minoui. Anfang Januar 2021 veröffentlichte Back Lot Music das Soundtrack-Album als Download.
Ein erster Trailer wurde im Juni 2020 präsentiert. Hiernach wurde er unter anderem beim Annecy International Animated Film Festival vorgestellt. Ab Mitte Oktober 2020 wurde er beim Chicago International Film Festival gezeigt. Seit 17. Dezember 2020 wird der Film auf Peacock gestreamt.

## Auszeichnungen
Im Februar 2021 wurde To: Gerard als einer von zehn animierten Kurzfilmen in eine Vorauswahl der Academy of Motion Picture Arts and Sciences für die Oscarverleihung 2021 aufgenommen. Im Folgenden weitere Auszeichnungen und Nominierungen.
Annecy International Animated Film Festival 2020
- Auszeichnung als Bester Kurzfilm mit dem Junior Jury Award[6]

Chicago International Film Festival 2020
- Nominierung als Bester animierter Kurzfilm (Taylor Meacham)[7]

Hollywood Music in Media Awards 2021
- Nominierung für die Beste Musik – animierter Kurzfilm (Layla Minoui)[8]

San Francisco International Film Festival 2021
- Auszeichnung mit dem Family Film Prize[9]